# 가토 도모사부로

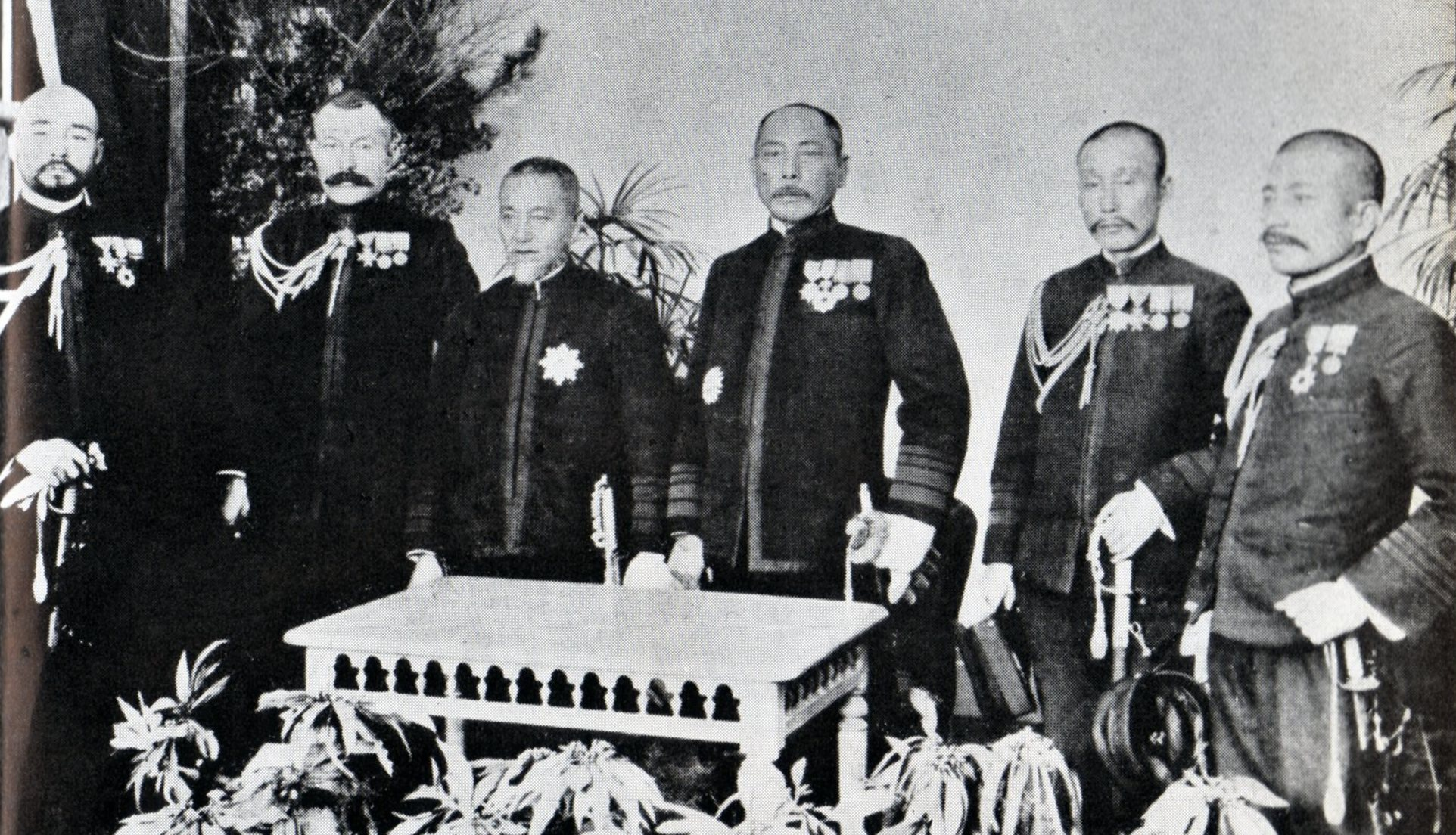
연합함대 수뇌부. 왼쪽부터 후나코시 가지시로, 시마무라 하야오, 도고 헤이하치로, 가미무라 히코노조, 가토 도모사부로, 아키야마 사네유키

가토 도모사부로(일본어: 加藤 友三郎, 분큐 원년 음력 2월 22일 (1861년 4월 1일) ~ 다이쇼 12년 (1923년 8월 24일)는 일본 제국의 해군이자 군인, 정치인으로, 제21대 내각총리대신을 지냈다.
1861년 히로시마성하 오테마치(지금의 히로시마시 나카구 오테정)에서 히로시마 번사 가토 시치로베(加藤七郎兵衛)의 삼남으로 태어나 번교·슈도관(지금의 슈도 중학교·슈도 고등학교)에서 수학하고 일본 해군병학교를 졸업하였고, 청일 전쟁에 순양함 "요시노"의 포술장으로서 종군해 황해 해전에서 활약하였고, 러일 전쟁 때에는 연합함대 참모장 겸 제1함대 참모장으로서 쓰시마 해전에 참전하였다.
그 후에는 해군 차관, 오진수부 사령장관, 제1함대 사령장관을 거쳐 1915년 제2차 오쿠마 내각의 해군 대신으로 취임하였다. 이후 그는 데라우치 마사타케(寺内正毅)·하라 다카시(原敬)·다카하시 고레키요(高橋是清)의 세 내각에서 해군 대신으로 유임하였다. 1921년 워싱턴 회담에는 일본 수석전권 위원으로 출석하였으며, 1922년 6월 22일 정우회의 지지를 받아 내각을 조직하였다.

## 같이 보기
- 가토 도모사부로 내각
- 워싱턴 해군 군축 조약

## 수훈
- 공5급 금치훈장
- 공2급 금치훈장
- 대훈위 국화대수장